# La que se avecina
La que se avecina é uma série de televisão espanhola de ficção baseada em humor, transmitida pela Telecinco desde 22 de abril de 2007. Esta é uma adaptação de uma comédia de sucesso espanhol: Aquí no hay quien viva, transmitido pela Antena 3 con grande parte da equipe de atores, escritores, produtores e técnicos. Além disso, a série tem 80 episódios foram ao ar em suas seis temporadas, além de um especial de Natal.

## História
A empresa Gestevisión Telecinco (atual Mediaset España) anunciou em 2 de junho de 2006, que havia chegado a um acordo com José Luis Moreno para a compra de 15% de seu produtora Miramon Mendi por 11 milhões de euros. Após a conclusão do contrato com a Antena 3 em julho de 2006, o produtor passou a Telecinco, onde criou a sua adaptação, La que se avecina, com Atocha 20 como título provisório. Esta série, que está no ar atualmente, conta com grande parte do elenco de Aquí no hay quien viva e com a mesmo equipe técnica de sua predecessora.
O 12 de dezembro de 2006, Telecinco apresentou numa conferência de imprensa à equipe de ficção, confirmando, que seria lançado durante o primeiro trimestre de 2007. Mais tarde, a série foi apresentada em 19 de abril de 2007 e dias depois começou a ser transmitida na noite de domingo, com grande sucesso em sua primeira temporada.
Atualmente é transmitida diariamente pelo canal digital FactoríaDeFicción (competindo com sua predecessora Aquí no hay quien viva, que é transmitida pela Antena.Neox), batendo os recordes do canal, superando as emissoras nacionais lideres como La 2, La Sexta e La 1. Também é transmitida no canal pay Paramount Comedy e plataforma ONO ou Imagenio.

## Sinopse
Narra a vida de uma determinada comunidade de vizinhos do “Mirador de Montepinar”, composto de um edifício com um total de dez casas, quatro lojas, uma portaria, um parque de estacionamento e áreas comuns. Na primeira temporada havia uma conversa sobre os problemas no imobiliário espanhol, o boom da construção e da incapacidade de pessoas jovens que desejam comprar um andar, depois, a série centra-se exclusivamente sobre as relações de convivência entre vizinhos.

## Filmagem
A filmagem da série acontece num conjunto de 1800 metros quadrados, o cenário está localizado nos Moraleja de Enmedio, Madrid, Espanha. Em termos de produção, a equipe tem o grande desenvolvimento de técnica e criativa, bem como muitas seqüências ao ar livre. Além disso, Mediaset España e Alba Adriática são, desde a sua criação, os produtores da “La que se avecina” e ter a direção de Laura Caballero. Na outra banda, os roteiros são escritos por Alberto Caballero, Sergio Mitjans e Daniel Deorador, com base em histórias de Jardiel Poncela e Miguel Mihura.

## Episódios
| Temporadas         | Episódios | Data de lançamento   | Fim da temporada       | Audiência         |
| ------------------ | --------- | -------------------- | ---------------------- | ----------------- |
| Primeira temporada | 13        | 22 de abril de 2007  | 22 de julho de 2007    | 3 158 000 (21,3%) |
| Segunda temporada  | 15        | 3 de abril de 2008   | 3 de agosto de 2008    | 2 834 000 (18,8%) |
| Terceira temporada | 14        | 10 de junho de 2009  | 16 de setembro de 2009 | 2 172 000 (16,1%) |
| Quarta temporada   | 12        | 26 de maio de 2010   | 4 de agosto de 2010    | 2 239 000 (15,2%) |
| Quinta temporada   | 13        | 1 de maio de 2011    | 24 de julho de 2011    | 2 790 000 (16,1%) |
| Sexto temporada    | 13        | 1 de outubro de 2012 | 2012                   | -                 |
| Total              | 80        | 2007                 | -                      | N/A               |

## Elenco
- Nacho Guerreros : Coque Calatrava.
- Eduardo Gómez : Máximo Angulo.
- José Luis Gil : Enrique Pastor.
- Eduardo García : Francisco Javier.
- Isabel Ordaz : Araceli Madariaga.
- Pablo Chiapella : Amador Rivas.
- Eva Isanta : Maite Figueroa.
- Amparo Valle : Justiniana Latorre.
- Vanesa Romero : Raquel Villanueva.
- Cristina Medina : Nines Chacón.
- Adrià Collado : Sergio Arias.
- Luis Miguel Seguí : Leonardo Romaní.
- Jordi Sánchez : Antonio Recio.
- Nathalie Seseña : Berta Escobar.
- Carlos Alcalde : Rosario Parrales.
- Mariví Bilbao : Izaskun Sagastume.
- Antonio Pagudo : Javier Maroto.
- Macarena Gómez : Lola Trujillo.
- Ricardo Arroyo : Vicente Maroto.
- Cristina Castaño : Judith Becker.

## Prêmios
- 2011: 1r prêmio 'Pasión de Críticos' de Festival de Televisión y Radio de Vitoria-Gasteiz, na categoria de «O mais engraçado».[24]
- 2012: As atrizes Isabel Ordaz e María Casal foram premiadas com uma estátua de cada um, para seus personagens da série, dando vida a um casal de lésbicas.[25]